# Trompeta pocket
La trompeta pocket o trompeta de bolsillo es un tipo de trompeta de la familia de viento-metal que produce el sonido gracias a la vibración de los labios del intérprete en la parte denominada boquilla a partir de la columna del aire (flujo del aire). Es un tipo de trompeta poco frecuente.
La trompeta pocket es como una trompeta normal, solo que con más curvas, por lo tanto, el recorrido que hace el sonido es igual de largo, pero la trompeta en sí ocupa menos espacio y tiene la misma tesitura que una trompeta normal. Esta gran cantidad de curvas hace que en las octavas altas, el sonido de la trompeta se vaya volviendo más metálico que el de una trompeta normal, con un sonido que asemeja al de un clarinete. Su funcionamiento y mecanismo es el mismo que el de una trompeta normal. No se debe confundir con la trompeta piccolo.
Se utiliza principalmente por trompetistas como un instrumento de práctica, ya que por su pequeño tamaño es fácil de transportar y manejar. A pesar de no tener una reputación como un instrumento orquestal serio, en ocasiones ha sido utilizado en el jazz u otros conjuntos para añadir variedad.

## Historia

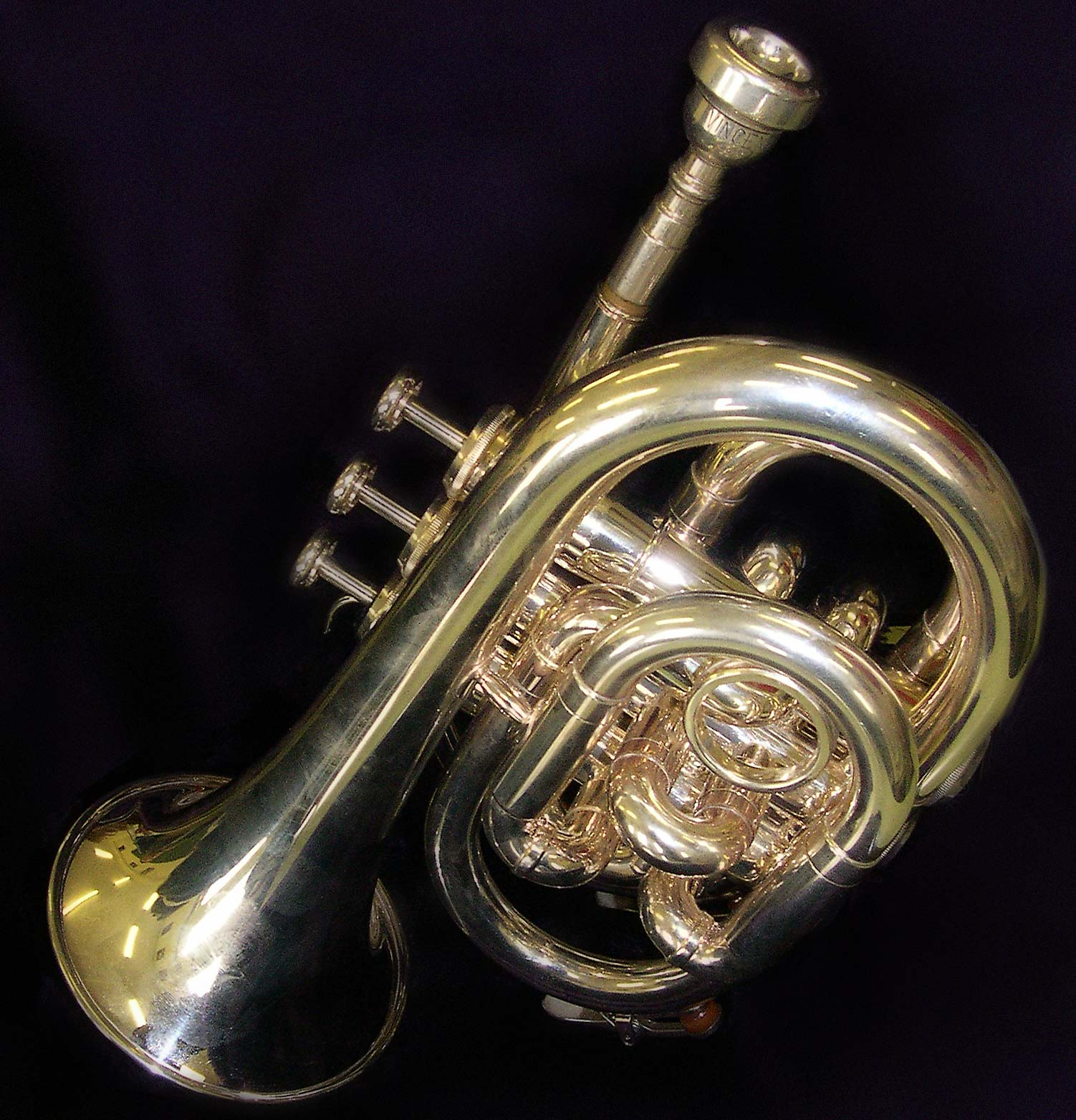

En la Europa medieval la trompeta larga fue desplazada por una variación más corta, hacia el año 1300. Poco después, en torno al 1400, el instrumento se plegó en forma de S y hacia el año 1500 se convirtió en un bucle alargado. En torno al año 1750 se estudió la posibilidad de construir una trompeta más pequeña, aunque con la dificultad de no poder alcanzar todos los armónicos.
En 1800, conseguido este propósito, se comienza a trabajar en un nuevo mecanismo que permita ejecutar toda la escala cromática; surgiendo, así, en 1815, el llamado sistema de pistones.
La trompeta promedio está afinada en si♭ (bemol). Sin embargo, existen variaciones de tonalidad, que también varían la capacidad expresiva del instrumento. Existen por ejemplo, trompetas en tonalidad real (do), en la y en mi♭. La trompeta en si♭ (también la mayoría de las pocket están en esta tonalidad) es la trompeta más popular, con sonido de carácter heroico y épico.
A finales del siglo XIX y principios del siglo XX se intenta reducir aún más el tamaño de la trompeta, surgiendo así lo que se llama trompeta pocket. El concepto de la reducción de tamaño instrumento de metal, sin reducir la longitud del tubo resonador se puede ver en varios modelos del siglo XIX de corneta. Cornetas pocket se han construido desde la década de 1860, supuestamente utilizadas en las bandas dedicadas a la ejecución de marchas militares.

## Diseño y propiedades
La variación en el diseño de trompetas pocket hace a las características tonales y ejecutabilidad extremadamente variables de un modelo a otro modelo. Sin embargo, hay dos enfoques básicos en el diseño de trompetas pocket: campana reducida y el diseño del tamaño del agujero y campana normal. Los modelos con campana reducida y diseño del tamaño del agujero aparecen en un principio en el diseño de cornetas pocket en el siglo XIX y normalmente tenían una mala entonación, así ciertas limitaciones dinámicas y tímbricos. Como la campana no tiene un tamaño estándar, no se puede utilizar una sordina.
Los modelos estándar con campana y diseño del tamaño del agujero originalmente aparecieron en Estados Unidos a principios de la década de 1970, en su mayoría tras el ingenioso diseño del maestro constructor de trompetas Louis Duda. La entonación mejora radicalmente y las posibilidades dinámicas son las mismos que las de una trompeta normal, aunque la calidad tonal, la proyección y articulación son diferentes. Aparte de ser utilizado con frecuencia para practicar, las trompetas pocket en su mayoría desempeñan una labor como auxiliares de los instrumentos solistas en el jazz y bandas de Dixieland, así como algunas exigencias específicas en un estudio de grabación.

## Partes
Las partes de las que consta son:
- Boquilla
- Pistones o válvulas
- Dos llaves de desagüe
- Cuatro bombas, de las cuales, una afina el instrumento a nivel general, dos lo afinan en ciertas notas y una, la bomba más pequeña de todas, que no tiene más función que reducir medio tono el sonido de la trompeta.
- El pabellón por donde sale el sonido.

## Músicos famosos
El músico más emblemático que ha tocado la trompeta pocket, es el multinstrumentista y compositor Don Cherry (Oklahoma 1936 - Málaga 1995).
El músico argentino Hugo Lobo, de la banda de Ska Reggae  Dancing Mood, utiliza la trompeta como principal instrumento de aire sobre la banda.